# 9667 Amastrinc
9667 Amastrinc là một tiểu hành tinh vành đai chính, được đặt theo tên của Amateur. Montani đã phát hiện ra tháng 4 năm 1997, ở đỉnh Kitt.